# Faris McReynolds
Faris McReynolds (nacido en 1977, Dallas, Texas) 
es un artista y músico residente en Los Ángeles. 
Sus pinturas han sido expuestas en Tokio, Los Ángeles, Nueva York, Berlín, Padua, y Amberes, incluyendo numerosas exposiciones individuales. 
Su trabajo ha sido publicado en Details, Art Papers, la revista Flash Art, Tema Celeste, y ArtWeek. 

## Biografía
McReynolds creció en Richardson, Texas, a las afueras de Dallas. Su madre procede de India y su padre es estadounidense. 
Pasó su infancia entre Texas y Bombay, e incluso apareció en una película Bollywood titulada Shahadat a la edad de ocho (es sobrino de los actores de Bollywood Aditya Pancholi y Zarina Wahab). 
Recibió su BFA en el Otis College of Art and Design (Los Ángeles) en 2000, aunque empezó a mostrar públicamente sus pinturas a la edad de veintiún años. 

## Estilo
La obra de McReynolds se ha visto fuertemente influenciada por el impresionismo francés y el post-impresionismo, así como por los trabajos de Richard Prince y Sherrie Levine en la década de los 80, los desastres de Andy Warhol y Francis Bacon. 
Pinta desde y directamente sobre medios digitales creados por el mismo o a través de apropiación. 
Su manejo del pincel va de la paleta expresionista empaste cuchillo a la delicada acuarela.
La mayoría de sus cuadros han sido realizados en una única sesión con el fin de capturar la acción inmediata, y prefiere centrarse en la comedia y la tragedia inherente de puestas en escena a plasmar acontecimientos reales.